# Pachycephala utupuae
Pachycephala utupuae és un ocell passeriforme de la família dels paquicefàlids (Pachycephalidae) endèmic de l'illa Utupua, a les illes Santa Cruz, a l'oceà Pacífic occidental. Anteriorment, es considerava una subespècie de la xiuladora de Temotu.

## Taxonomia
Va ser descrit formalment el 1932 per l'ornitòleg estatunidenc Ernst Mayr basant-se en exemplars recollits durant l'Expedició Whitney a la Mar del Sud (1920-1941) a la petita illa d'Utupua, a les illes Santa Cruz. Aquestes illes formen part de les illes Salomó, a l'oceà Pacífic. Mayr considerava els exemplars una subespècie del que ara és la xiuladora daurada i va encunyar el nom trinomial Pachycephala pectoralis utupuae. Pachycephala utupuae es considerava anteriorment una subespècie de la xiuladora de Temotu (Pachycephala vanikorensis), però ara es classifica com una espècie separada a causa de les sorprenents diferències en el plomatge femení. L'espècie és monotípica: no es reconeix cap subespècie.